# Hans Poelzig
Hans Poelzig (30. dubna 1869 Berlín – 14. června 1936 tamtéž) byl německý architekt, malíř, scénograf, filmový architekt a vysokoškolský učitel.
Narodil se 30. dubna 1869 v Berlíně jako šesté dítě hraběnky Clary Henrietty von Poelzigové. Její muž, anglický rejdař George Acland Ames, však otcovství popřel a tři měsíce po porodu se se ženou rozvedl. Dítě bylo předáno do pěstounské rodiny sbormistra a jeho ženy ve Stolpe, dnešní berlínské čtvrti Wannsee. Zůstalo mu však matčino příjmení.
V letech 1889–1894 studoval pozemní stavitelství na Vysoké škole technické v Berlíně-Charlottenburgu. V roce 1899, poté, co si odbyl vojenskou službu, byl zaměstnán u pruského Ministerstva veřejných prací jako vládní stavební rada (soudní přísedící). Ve stejném roce se oženil s Marií Voss, se kterou měl čtyři děti. Od roku 1900 působil jako učitel stylistiky na Královské umělecké a uměleckoprůmyslové škole ve Vratislavi, kde se roku 1903 stal ředitelem.
Od roku 1916 byl Poelzig městským stavebním poradcem v Drážďanech. V letech 1919–1922 byl předsedou Werkbundu a poté členem skupiny Häringa a van der Rohe Der Ring. O rok později se stal přednášejícím na Pruské akademii umění v Berlíně a od roku 1924 působil jako profesor na Technické univerzitě v Berlíně-Charlottenburgu, kde se dostal do konfliktu s Heinrichem Tessenowem, učitelem Alberta Speera. V roce 1931 byla v Berlíně pořádána výstava Poelzig a jeho škola. Ačkoli byl 1. ledna 1933 jmenován rektorem sjednocených uměleckých škol, byl z úřadu 10. dubna odstraněn nacisty. Tváří v tvář narůstající represi nacistů se Poelzig rozhodl emigrovat do Turecka, kde mu bylo nabídnuto místo profesora v Ankaře. Během příprav na odchod však zemřel.